# وو دی (تنیس‌باز)
وو دی (انگلیسی: Wu Di؛ زاده ۱۴ سپتامبر ۱۹۹۱) یک تنیس‌باز اهل جمهوری خلق چین است.